# Lekkoatletyka na Letnich Igrzyskach Olimpijskich 1992 – bieg na 400 m kobiet
Bieg na 400 metrów kobiet podczas XXV Letnich Igrzysk Olimpijskich w Barcelonie rozegrano 1 (eliminacje), 2 (ćwierćfinały), 3 (półfinały) i 5 sierpnia 1992 (półfinały i finał) na Estadi Olímpic de Montjuïc. Zwyciężczynią została reprezentantka Francji Marie-José Pérec.

## Rekordy

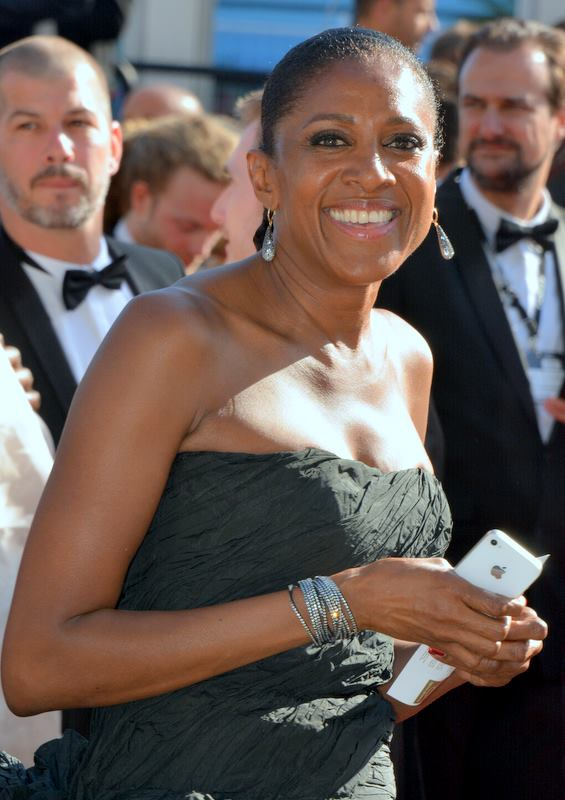
Marie-José Pérec

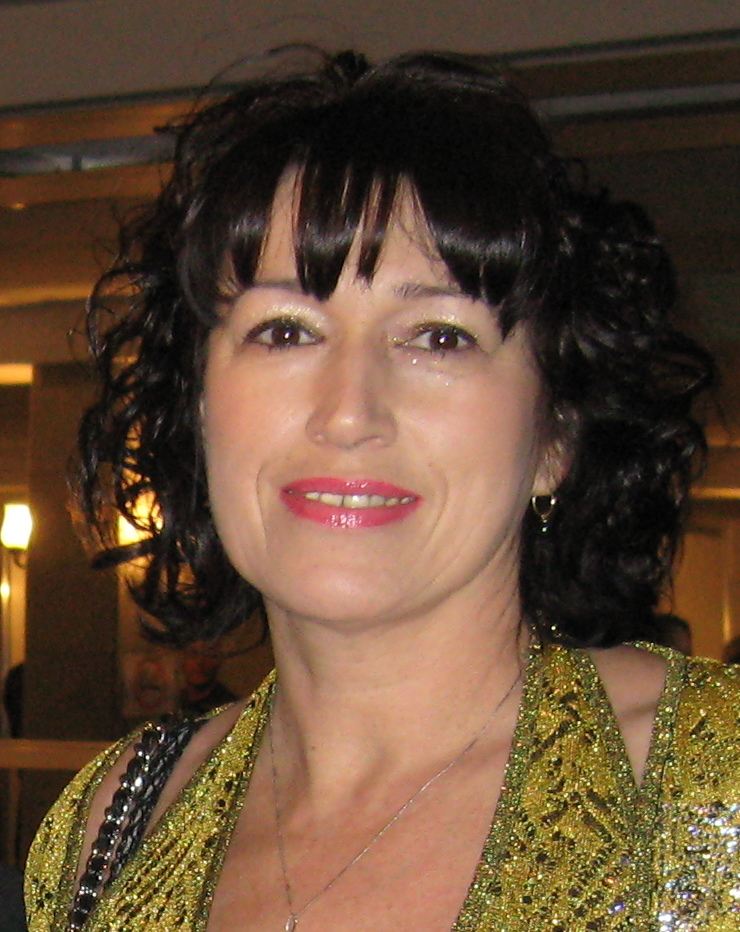
Olha Bryzhina

|                   | Zawodniczka   | Narodowość | Czas  | Data                     | Miejsce  |
| ----------------- | ------------- | ---------- | ----- | ------------------------ | -------- |
| Rekord świata     | Marita Koch   | NRD        | 47,60 | 6 października 1985(dts) | Canberra |
| Rekord olimpijski | Olha Bryzhina | ZSRR       | 48,65 | 26 września 1988(dts)    | Seul     |

## Wyniki
| Poz. - pozycja |
| – rekord świata \| – rekord krajowy \| – rekord życiowy \| = – wyrównany rekord życiowy \| · – najlepszy wynik w sezonie \| = – wyrównany najlepszy wynik w sezonie \| – rekord olimpijski |
| Fn – falstart \| DNF – nie ukończyła \| DNS – nie wystartowała \| DSQ – zdyskwalifikowana                                                                                                  |

### Eliminacje
Rozegrano sześć biegów eliminacyjnych. Do ćwierćfinałów awansowały po cztery najlepsze zawodniczki z każdego biegu (Q) oraz osiem z najlepszymi czasami spośród pozostałych (q).

#### Bieg 1
| Poz. | Zawodniczka     | Narodowość                           | Rezultat | Uwagi |
| ---- | --------------- | ------------------------------------ | -------- | ----- |
| 1    | Natasha Kaiser  | Stany Zjednoczone                    | 51,41    | Q     |
| 2    | Ximena Restrepo | Kolumbia                             | 52,34    | Q     |
| 3    | Julia Merino    | Hiszpania                            | 52,90    | Q     |
| 4    | Juliet Campbell | Jamajka                              | 53,69    | Q     |
| 5    | Ruth Morris     | Wyspy Dziewicze Stanów Zjednoczonych | 54,37    | q     |
| 6    | Prisca Philip   | Barbados                             | 55,09    |       |
| 7    | Fanta Dao       | Mali                                 | 1:01,97  |       |

#### Bieg 2
| Poz. | Zawodniczka         | Narodowość        | Rezultat | Uwagi |
| ---- | ------------------- | ----------------- | -------- | ----- |
| 1    | Sandie Richards     | Jamajka           | 52,56    | Q     |
| 2    | Jearl Miles         | Stany Zjednoczone | 52,79    | Q     |
| 3    | Sandra Douglas      | Wielka Brytania   | 52,91    | Q     |
| 4    | Jayamini Illeperuma | Sri Lanka         | 54,14    | Q     |
| 5    | Charmaine Gilgeous  | Antigua i Barbuda | 55,48    |       |
| 6    | Shermaine Ross      | Grenada           | 55,49    |       |

#### Bieg 3
| Poz. | Zawodniczka         | Narodowość      | Rezultat | Uwagi |
| ---- | ------------------- | --------------- | -------- | ----- |
| 1    | Elsa Devassoigne    | Francja         | 52,07    | Q     |
| 2    | Olha Bryzhina       | WNP             | 52,44    | Q     |
| 3    | Michelle Lock       | Australia       | 52,49    | Q     |
| 4    | Lorraine Hanson     | Wielka Brytania | 52,66    | Q     |
| 5    | Tina Paulino        | Mozambik        | 52,93    | q     |
| 6    | Zoila Stewart       | Kostaryka       | 53,72    | q     |
| 7    | Mary-Estelle Kapalu | Vanuatu         | 55,75    |       |

#### Bieg 4
| Poz. | Zawodniczka                | Narodowość | Rezultat | Uwagi |
| ---- | -------------------------- | ---------- | -------- | ----- |
| 1    | Jillian Richardson-Briscoe | Kanada     | 52,99    | Q     |
| 2    | Olga Nazarowa              | WNP        | 52,09    | Q     |
| 3    | Norfalia Carabalí          | Kolumbia   | 52,18    | Q     |
| 4    | Anja Rücker                | Niemcy     | 52,24    | Q     |
| 5    | Aïssatou Tandian           | Senegal    | 52,29    | q     |
| 6    | Suzie Tanefo               | Kamerun    | 53,37    | q     |
| 7    | Jacqueline Solíz           | Boliwia    | 56,78    |       |

#### Bieg 5
| Poz. | Zawodniczka             | Narodowość      | Rezultat | Uwagi |
| ---- | ----------------------- | --------------- | -------- | ----- |
| 1    | Phylis Smith            | Wielka Brytania | 53,59    | Q     |
| 2    | Marie-José Pérec        | Francja         | 53,64    | Q     |
| 3    | Cathy Freeman           | Australia       | 53,70    | Q     |
| 4    | Myra Mayberry-Wilkinson | Portoryko       | 53,75    | Q     |
| 5    | Judit Forgács           | Węgry           | 54,87    | q     |
| 6    | Ngozi Mwanamwambwa      | Zambia          | 54,88    |       |
| 7    | Melrose Mansaray        | Sierra Leone    | 55,67    |       |

#### Bieg 6
| Poz. | Zawodniczka       | Narodowość               | Rezultat | Uwagi |
| ---- | ----------------- | ------------------------ | -------- | ----- |
| 1    | Rochelle Stevens  | Stany Zjednoczone        | 52,42    | Q     |
| 2    | Renée Poetschka   | Australia                | 52,85    | Q     |
| 3    | Jelena Ruzina     | WNP                      | 52,94    | Q     |
| 4    | Claudine Williams | Jamajka                  | 52,97    | Q     |
| 5    | Alimata Koné      | Wybrzeże Kości Słoniowej | 53,76    | q     |
| 6    | Noodang Pimpol    | Tajlandia                | 54,28    | q     |
| 7    | Ruth Mangue       | Gwinea Równikowa         | 1:03,32  |       |

### Ćwierćfinały
Rozegrano cztery biegi ćwierćfinałowe. Do półfinałów awansowały po cztery najlepsze zawodniczki z każdego biegu.

#### Bieg 1
| Poz. | Zawodniczka         | Narodowość        | Rezultat | Uwagi |
| ---- | ------------------- | ----------------- | -------- | ----- |
| 1    | Ximena Restrepo     | Kolumbia          | 50,63    | Q     |
| 2    | Olha Bryzhina       | WNP               | 50,68    | Q     |
| 3    | Natasha Kaiser      | Stany Zjednoczone | 50,71    | Q     |
| 4    | Sandra Douglas      | Wielka Brytania   | 51,41    | Q     |
| 5    | Cathy Freeman       | Australia         | 51,52    |       |
| 6    | Aïssatou Tandian    | Senegal           | 52,39    |       |
| 7    | Jayamini Illeperuma | Sri Lanka         | 53,55    |       |
| 8    | Judit Forgács       | Węgry             | 54,24    |       |

#### Bieg 2
| Poz. | Zawodniczka                | Narodowość                           | Rezultat | Uwagi |
| ---- | -------------------------- | ------------------------------------ | -------- | ----- |
| 1    | Jillian Richardson-Briscoe | Kanada                               | 50,95    | Q     |
| 2    | Jearl Miles                | Stany Zjednoczone                    | 51,27    | Q     |
| 3    | Olga Nazarowa              | WNP                                  | 51,30    | Q     |
| 4    | Michelle Lock              | Australia                            | 51,71    | Q     |
| 5    | Anja Rücker                | Niemcy                               | 52,05    |       |
| 6    | Juliet Campbell            | Jamajka                              | 52,12    |       |
| 7    | Tina Paulino               | Mozambik                             | 52,34    |       |
| 8    | Ruth Morris                | Wyspy Dziewicze Stanów Zjednoczonych | 54,92    |       |

#### Bieg 3
| Poz. | Zawodniczka       | Narodowość      | Rezultat | Uwagi |
| ---- | ----------------- | --------------- | -------- | ----- |
| 1    | Phylis Smith      | Wielka Brytania | 51,32    | Q     |
| 2    | Elsa Devassoigne  | Francja         | 51,75    | Q     |
| 3    | Renée Poetschka   | Australia       | 52,05    | Q     |
| 4    | Jelena Ruzina     | WNP             | 52,23    | Q     |
| 5    | Julia Merino      | Hiszpania       | 52,43    |       |
| 6    | Claudine Williams | Jamajka         | 52,84    |       |
| 7    | Suzie Tanefo      | Kamerun         | 53,78    |       |
| 8    | Noodang Pimpol    | Tajlandia       | 54,90    |       |

#### Bieg 4
| Poz. | Zawodniczka             | Narodowość               | Rezultat | Uwagi |
| ---- | ----------------------- | ------------------------ | -------- | ----- |
| 1    | Rochelle Stevens        | Stany Zjednoczone        | 50,70    | Q     |
| 2    | Sandie Richards         | Jamajka                  | 50,76    | Q     |
| 3    | Marie-José Pérec        | Francja                  | 50,89    | Q     |
| 4    | Norfalia Carabalí       | Kolumbia                 | 51,65    | Q     |
| 5    | Myra Mayberry-Wilkinson | Portoryko                | 53,37    |       |
| 6    | Lorraine Hanson         | Wielka Brytania          | 53,60    |       |
| 7    | Zoila Stewart           | Kostaryka                | 53,60    |       |
| 8    | Alimata Koné            | Wybrzeże Kości Słoniowej | 53,80    |       |

### Półfinały
Rozegrano dwa biegi półfinałowe. Do finału awansowały po cztery najlepsze zawodniczki z każdego biegu.

#### Bieg 1
| Poz. | Zawodniczka      | Narodowość        | Rezultat | Uwagi |
| ---- | ---------------- | ----------------- | -------- | ----- |
| 1    | Marie-José Pérec | Francja           | 49,48    | Q     |
| 2    | Ximena Restrepo  | Kolumbia          | 49,76    | Q     |
| 3    | Olha Bryzhina    | WNP               | 49,76    | Q     |
| 4    | Phylis Smith     | Wielka Brytania   | 50,40    | Q     |
| 5    | Jearl Miles      | Stany Zjednoczone | 50,57    |       |
| 6    | Natasha Kaiser   | Stany Zjednoczone | 50,60    |       |
| 7    | Michelle Lock    | Australia         | 50,78    |       |
| 8    | Jelena Ruzina    | WNP               | 51,30    |       |

#### Bieg 2
| Poz. | Zawodniczka                | Narodowość        | Rezultat | Uwagi |
| ---- | -------------------------- | ----------------- | -------- | ----- |
| 1    | Jillian Richardson-Briscoe | Kanada            | 50,02    | Q     |
| 2    | Olga Nazarowa              | WNP               | 50,31    | Q     |
| 3    | Sandie Richards            | Jamajka           | 50,35    | Q     |
| 4    | Rochelle Stevens           | Stany Zjednoczone | 50,37    | Q     |
| 5    | Norfalia Carabalí          | Kolumbia          | 51,75    |       |
| 6    | Sandra Douglas             | Wielka Brytania   | 51,96    |       |
| 7    | Renée Poetschka            | Australia         | 52,09    |       |
| 8    | Elsa Devassoigne           | Francja           | 52,85    |       |

### Finał
| Poz. | Zawodniczka                | Narodowość        | Rezultat | Uwagi |
| ---- | -------------------------- | ----------------- | -------- | ----- |
| 1    | Marie-José Pérec           | Francja           | 48,83    | [ 3 ] |
| 2    | Olha Bryzhina              | WNP               | 49,05    |       |
| 3    | Ximena Restrepo            | Kolumbia          | 49,64    |       |
| 4    | Olga Nazarowa              | WNP               | 49,69    |       |
| 5    | Jillian Richardson-Briscoe | Kanada            | 49,93    |       |
| 6    | Rochelle Stevens           | Stany Zjednoczone | 50,11    |       |
| 7    | Sandie Richards            | Jamajka           | 50,19    |       |
| 8    | Phylis Smith               | Wielka Brytania   | 50,87    |       |